# Skælskør Fjord
Skælskør Fjord er en ca. 4,3 kilometer lang fjord på sydvestsjælland, der går fra nordenden af Agerø Sund, ved overgangen mellem Storebælt og Smålandsfarvandet, og ind til byen Skælskør. Den er ved pynten Slagternæse, på den mod nord liggende halvø Stegehoved, inddelt i Skælskør Inder- og Yderfjord, og er et lavvandet fjordområde, der kun i sejlrenden er  over 2 meter dyb. Fjorden er en del af Skælskør Fjord og Nor Vildtreservat, der blev grundlagt omkring Skælskør Nor i 1942, og udvidet med fjorden i 1995. Den er også en del af Ramsarområde og Natura 2000-område nr. 162 Skælskør Fjord og havet og kysten mellem Agersø og Glænø.
På syd- og østsiden af inderfjorden ligger  det landskabsfredede Borreby Gods med store ubrudte landbrugsarealer og den afvandede fjordarm, som nu udgør Borreby Mose/Gammelsø. Den lille holm Kidholm i Inderfjorden er en del af fredningen